# Internationellt mete
Internationellt mete är en gren av tävlingsmete i sötvatten. Det är den största grenen av mete i Europa. Ibland benämns grenen även som "modernt mete".
Internationellt mete anses ofta vara mer rättvist än traditionellt mete eftersom reglerna medför mer rättvisa tävlingsförhållanden och att man har bättre förutsättningar att påverka fisket jämfört med det så kallade traditionella metet.
En tävling avgörs genom den fångade fiskens totalvikt. Inom det internationella metet förvarar man sin fångade fisk levande i ett så kallat keepnet (en sorts sump). Fångsten släpps ut levande efter tävlingen.
Den metod man använder är att meta med flöte. Till det använder man ett traditionellt toppknutet teleskopiskt metspö, ett kastspö eller ett så kallat "take apart". Den maximalt tillåtna längden för ett spö är numera begränsad till 13 meter. På vissa tävlingar får man även bottenmeta.
Inom det internationella metet är det tillåtet att locka till sig fisk med mäsk och genom att använda en metod som på engelska kallas "to loose feed" (slänga i beten i vattnet). Strax innan tävlingsstart blandar deltagarna mäsk och cirka fem minuter för start grundmäskar man på given signal. Vid grundmäskningen finns inga begränsningar av hur stora mäskbollar man får använda. Under själva tävlingen brukar storleken vara begränsad, ofta till att mäskbollen skall rymmas i en sluten hand. Att mäska i lagom mängd och med rätt sorts mäsk är en av svårigheterna som de tävlande måste bemästra.
Varje år arrangeras SM, EM och VM i internationellt mete.